# حمام چرنداب
حمام چرنداب مربوط به دوره قاجاریان است و در شهرستان تبریز، بخش مرکزی، خ ارتش جنوبی - چهار راه پاستور جدید- روبروی تعاونی صداو سیما واقع شده و این اثر در تاریخ ۲۵ آبان ۱۳۸۴ با شمارهٔ ثبت ۱۳۸۴۴ به‌عنوان یکی از آثار ملی ایران به ثبت رسیده است.